# سوزانه شروتر
سوزانه شروتر (بالألمانية: Susanne Schröter )‏ (و. 1957  م) هي عالمة الإنسان، وأستاذة جامعية ألمانية، ولدت في نينبورغ.

## التعليم
تعلمت في جامعة ماينتس.